# Enceliopsis
Enceliopsis é um género botânico pertencente à família Asteraceae.